# Route nationale 23 (Estonie)
Pour les articles homonymes, voir Route nationale 23.
La route nationale 23 (Tugimaantee 23) est une route nationale estonienne reliant Rakvere à Haljala. Elle mesure 8,3 km.

## Tracé
- Comté de Viru-Ouest
  - Rakvere
  - Tõrremäe
  - Haljala